# Josquiniana
Josquiniana is een compositie van de Amerikaanse componist Charles Wuorinen. De componist beschouwde het werk als een tussendoortje. Het is geschreven voor het Brentano String Quartet.
Wuorinen is bekend vanwege zijn exacte muzieknotatie. Tussen werken van "grote" importantie vindt hij ook weleens tijd voor wat minder zwaar op de maag liggende composities. Josquiniana is zo'n werk. Wuorinen heeft drie- tot vijfstemmige werken, waaronder seculiere liederen die zijn toegeschreven aan Josquin Des Prez (15e eeuw), overgezet naar een modern vierstemmig strijkkwartet. Het levert aan beide kanten een anachronisme op.
Bij beluistering klinken de werken als polyfonische muziek uit de tijd van Josquin, maar er ontbreekt iets. De ritmische en uitvoervrijheden zijn verdwenen, de muziek is als het ware strak in de maat gezet.
Het strijkkwartet (het genre ontstond pas drie eeuwen later) klinkt niet als een strijkkwartet. Opvallendst is het ontbreken van dynamische verschillen.
De muziek is vrij eenvoudig te spelen, aldus de componist en uitgeverij (middelmoeilijk).

## Delen
1. Helas Madame
2. Faulte d’argent
3. Cela sans plus
4. Comment peult
5. Vive le Roy
6. El grillo “Josquin a Ascanio” (zeer waarschijnlijk niet van Josquin)

## Ave Christe of Josquin
Wuorinen componeerde al eerder in de stijl van Josquin. Zijn Ave Christe of Josquin voor piano dateert van 1988. Het was een geschenk voor de directeur van zijn muziekuitgeverij.

## Discografie en bron
- Josquiniana: Uitgave Naxos: Brentano String Quartet
- Ave Christe: idem: Sarah Rothenberg, piano